# Arnobia trichopus
Arnobia trichopus är en insektsart som först beskrevs av Wilhem de Haan 1842.  Arnobia trichopus ingår i släktet Arnobia och familjen vårtbitare. Inga underarter finns listade i Catalogue of Life.